# Hippidae
Hippidae — родина ракоподібних. Включає три роди Emerita, Hippa та Mastigochirus. Трапляються по всьому світу, крім Арктики та Антарктики. Живуть у припливній зоні, де закопуються у пісок.

## Списрк родів
Виділяють 28 видів у трьох родах.
- Emerita Scopoli, 1777 — 11 видів;
- Hippa Fabricius, 1787 — 15 видів;
- Mastigochirus Miers, 1878 — 2 види.